# مدرسه عالی ان ال آ
مدرسه عالی ان ال آ (نروژی: NLA Høgskolen) یک مؤسسه آموزشی خصوصی و مسیحی است. این مدرسه وارث آکادمی تربیت معلم در برگن است که در سال ۱۹۶۸م، تأسیس شده بود و پس از ادغام با چند مؤسسه آموزشی مسیحی، تغییر سازمان داد و نامش به مدرسه عالی ان ال آ، تغییر یافت اما هنوز با عنوان قبلی نیز شناخته می‌شود. مقر اصلی این مؤسسه در برگن است اما در اسلو و کریستیان‌ساند نیز شعبه دارد و در مجموع بیشتر از ۲۰۰۰ دانشجو را تحت پوشش آموزشی قرار می‌دهد.

فعالیت آموزشی این مؤسسه روی تربیت معلم و مربی مهد کودک متمرکز شده‌است اما در رشته‌های الهیات، اقتصاد و مدیریت، روزنامه‌نگاری، موسیقی و ورزش نیز آموزش می‌دهد.

## پیشینه
آکادمی تربیت معلم برگن در سال ۱۹۶۸م بر اساس ارزشهای مسیحی و تمرکز روی آموزش مذهبی گشایش یافت و از سال ۱۹۷۶م، فعالیت خود را به علوم پرورشی گسترش داد. دلیل اصلی تشکیل این مؤسسه کم رنگ شدن ارزشهای مسیحی در نظام آموزشی دولتی در نروژ بود. در سال ۱۹۹۵م، این مؤسسه رسماً به مدرسه عالی تربیت معلم مدرسه عالی ان ال آ، تغییر نام یافت و به آموزش معلم عمومی و پیش دبستانی پرداخت. بعدها ۲ مدرسه آموزش خبرنگاری در اسلو و کریستیان‌ساند نیز به منظور اعمال ارزشهای مسیحی در آموزش خبرنگاری با این مجموعه ادغام شد.